# Sznurowicze
Sznurowicze (biał. Шнуравічы; ros. Шнуровичи) – wieś na Białorusi, w obwodzie grodzieńskim, w rejonie werenowskim, w sielsowiecie Bastuny. W źródłach spotykana jest także nazwa Sznurewicze.
W dwudziestoleciu międzywojennym leżały w Polsce, w województwie nowogródzkim, w powiecie lidzkim, do 11 kwietnia 1929 w gminie Żyrmuny, następnie w gminie Lipniszki.